# HOLD ME
《HOLD ME》(홀드 미)는 일본의 밴드 ZARD의 세 번째 정규 앨범으로, 1992년 9월 2일 발매되었다. 발매 레이블은 당시 폴리도르 레코드의 신규 레이블인 b.gram이었으며, 이때 두 가지 포맷으로 발매되었다. (CD: POCH-1145, Cassette: POTH-1145) 수록곡에는 3, 4번째 싱글의 곡이 3곡 수록되어있다. 7번 트랙 〈이렇게 사랑하는데도〉의 가사 중에 'Hold Me'라는 단어가 등장하며 앨범의 이름은 이곳에서 따온 것으로 추측된다.
당시 ZARD는 이 음반을 낸 직후, 10월 5일 오사카의 클럽 콰트로를 시작으로 나고야, 도쿄를 순회하는 첫 라이브 투어를 가질 예정이었고, 이 투어의 이름 역시 "HOLD ME"였다. 이 투어는 지면 광고, 라디오 광고등을 통해 홍보되었지만, 투어 시작 며칠 전에 돌연 취소되었다. 관계자가 인터뷰 등을 통해 공연 중지 사유를 언급한 적이 전무하기 때문에 중단 이유 역시 알려져있지 않다. 비록 ZARD가 1991년 도카이 대학 누마즈시 캠퍼스에서 라이브 공연을 했다는 사실은 전해지지만, 전혀 공식적인 행사는 아니었다. 따라서, 1992년 콘서트 투어가 중단되고 7년이 지나고나서야 ZARD는 소수의 팬들 앞에서 공식적인 첫 라이브 공연을 할 수 있게 된다.
앨범 발매 1달 전인 8월 5일 공개된 네 번째 싱글 〈잠 못드는 밤을 안고〉는 오리콘 주간 싱글차트에서 8위에 오르며, 당시 ZARD가 기록했던 것 중에서 가장 높은 순위와 판매고를 기록했다. 그 영향 때문인지 1, 2집 앨범이 30위 중반에서 머물렀던것에 반해 이 앨범은 주간 앨범차트에서 2위를 기록했다. 이때를 기점으로 ZARD는 싱글과 앨범, 두 부분의 판매량에서 고순위를 기록하게 되며, 93년 1월 발매된 여섯 번째 싱글 〈지지마세요〉에서 정점을 찍는다. 이 앨범은 ZARD에게 있어 일본레코드협회에서 골드 디스크 인정을 받은 최초의 앨범이기도 하며, 1998년 8월 최종적으로 트리플 플래티나를 인정받았다.
한편, 1993년 2월에 이르면 폴리도르 레코드와 Being이 공동으로 출자해 B-Gram RECORDS가 설립되며, 그해 9월 1일 저작권이 폴리도르에서 B-Gram RECORDS로 이양되어 앨범은 재발매된다. (CD: BGCH-1005)

## 수록곡
| #            | 제목                                                                                 | 작사          | 작곡                  | 편곡                            | 재생 시간 |
| ------------ | ------------------------------------------------------------------------------------ | ------------- | --------------------- | ------------------------------- | --------- |
| 1.           | 〈〈잠 못드는 밤을 안고〉〉 (眠れない夜を抱いて 네무레나이요루오다이테[*])           | 사카이 이즈미 | 오다 테츠로           | 아카시 마사오 / 이케다 다이스케 | 4:28      |
| 2.           | 〈〈누군가가 기다리고 있어〉〉 (誰かが待ってる 다레카가맛테루[*])                    | 사카이 이즈미 | 쿠리바야시 세이이치로 | 아카시 마사오                   | 3:55      |
| 3.           | 〈〈이별을 말할 수 없어서〉〉 (サヨナラ言えなくて 사요나라이에나쿠테[*])             | 사카이 이즈미 | 쿠리바야시 세이이치로 | 이케다 다이스케                 | 4:02      |
| 4.           | 〈〈그 미소를 잊지 말아요〉〉 (あの微笑みを忘れないで 아노호호에미오와스레나이데[*]) | 사카이 이즈미 | 카와시마 다리아       | 아카시 마사오                   | 4:26      |
| 5.           | 〈〈맘껏 춤추고 싶어〉〉 (好きなように踊りたいの 스키나요니오도리타이노[*])          | 사카이 이즈미 | 이즈미 카즈야         | 하야마 타케시                   | 4:23      |
| 6.           | 〈〈Dangerous Tonight〉〉                                                            | 사카이 이즈미 | 쿠리바야시 세이이치로 | 아카시 마사오                   | 4:13      |
| 7.           | 〈〈이렇게 사랑하는데도〉〉 (こんなに愛しても 콘나니아이시테모[*])                   | 사카이 이즈미 | 쿠리바야시 세이이치로 | 하야마 타케시                   | 5:00      |
| 8.           | 〈〈Why Don't You Leave Me Alone〉〉                                                 | 사카이 이즈미 | 카와시마 다리아       | 하야마 타케시                   | 3:23      |
| 9.           | 〈〈사랑은 잠들어있네〉〉 (愛は眠ってる 아이와네뭇테루[*])                           | 사카이 이즈미 | 카와시마 다리아       | 이케다 다이스케                 | 3:39      |
| 10.          | 〈〈머나먼 날의 Nostalgia〉〉 (遠い日のNostalgia 토이히노-[*])                       | 사카이 이즈미 | 모치즈키 에이스케     | 아카시 마사오                   | 5:49      |
| 11.          | 〈〈So Together〉〉                                                                  | 사카이 이즈미 | 카와시마 다리아       | 아카시 마사오                   | 5:02      |
| 총 재생 시간 | 총 재생 시간                                                                         | 총 재생 시간  | 총 재생 시간          | 총 재생 시간                    | 48:19     |

## 크레딧
아래는 《HOLD ME》 음반에 적혀있는 내용을 발췌한 것이다:
- ZARD
  - 보컬: 사카이 이즈미(坂井泉水)
  - 기타: 마치다 후미토 (町田文人)
  - 베이스: 호시 히로야스 (星弘泰)
  - 드럼: 미치쿠라 코스케 (道倉康介)
  - 키보드: 이케자와 키미타카 (池澤公隆)
- 프로듀서: 나가토 다이코 (長戸大幸, Being)
- 감독: 야마모토 치에 (山本千絵), 코마츠 히사시 (小松久, 이상 Being)
- 녹음: 노무라 마사유키 (野村昌之), 요모기다 나오키 (町田文人), 이치카와 타카유키 (市川孝之, 이상 Studio Birdman)
- 믹싱: 노무라 마사유키
- 어시스턴트 엔지니어: 후루카와 이치코 (古川伊知子, Studio Birdman)
- 아트 디렉터: 스즈키 켄이치 (鈴木謙一, Being)
- 디자인: 콘도 히로아키 (近藤宏明, Being)
- 어시스턴트: 토고 타케시
- 사진: 니시다 코키 (西田幸樹)
- 스타일리스트: 야스이 이치코 (安井いち子, Aim)
- 헤어 & 메이크업: 하야시다 세이지
- 매니저: 야마모토 카즈오 (池澤公隆, Stardust Promotion)
- 프로모션 매니저: 야타베 토시히데 (矢田部俊秀), 쿠라타 요코 (이상 Ading)
- 레이블 매니저: 와타나베 준 (渡辺潤, Polydor K.K.)
- Thanks to: 나카지마 마사오 (中島正雄), 와타베 료 (渡部良, 이상 Being)
- 제작 책임자: 마에다 진 (前田仁, Polydor K.K.), 호소노 요시로 (細野義朗, Stardust Promotion)

## 발매 일정
| 버전                      | 일정           | 레이블                   | 포맷                 |
| ------------------------- | -------------- | ------------------------ | -------------------- |
| 《HOLD ME》               | 1992년 9월 2일 | b.gram (폴리도르 레코드) | CD (POCH-1145)       |
| 《HOLD ME》               | 1992년 9월 2일 | b.gram (폴리도르 레코드) | Cassette (POTH-1145) |
| 《HOLD ME》 (저작권 이전) | 1993년 9월 1일 | B-Gram RECORDS           | CD (BGCH-1005)       |

### 원문
1. ↑  다음은 당시 지면에 게재되었던 광고에서 일부를 발췌한 것이다.[1]
(전략) 그리고 또, 대망의 ZARD FIRST LIVE "HOLD ME"도 결정! 드디어 코앞에서 사카이 이즈미의 목소리에 덮쳐질거야! 10월 5일/오사카의 클럽 콰트로, 6일/나고야의 클럽 콰트로, 20일/도쿄의 NISSIN POWER STATION

원문 : そして更に、待望のZARD FIRST LIVE "HOLD ME"も決定! いよいよ間近て坂井泉水のボーカルに迫れるぞ!! 10月 5日/大阪·クラブクアトロ、6日/名古屋·クラブクアトロ、20日/東京·NISSIN POWER STATION

― 1992년 게재된 한 지면 광고

### 참고
1. ↑  “幻のFIRST LIVE” (일본어). ZARD 연구소 (팬페이지). 2009년 8-9월. 2016년 3월 4일에 원본 문서에서 보존된 문서. 2016년 3월 4일에 확인함. 당시 지면 광고를 캡쳐한 사진 (#699)